# Jean Babelon
Jean Babelon (Parigi, 19 gennaio 1889 – Parigi, 20 aprile 1978) è stato un numismatico, storico e bibliotecario francese.

## Biografia
Era figlio di Ernest Babelon, numismatico, storico e bibliotecario, e, come suo padre, fu allievo dell'École nationale des chartes, dove ottenne nel 1910 il diploma di archivista paleografo con una tesi intitolata La moralité de Bien Advisé et Mal Advisé, précédée d'une étude sur les moralités en général. Entrò quindi al Département des monnaies, médailles et antiques della Biblioteca nazionale di Francia, meglio noto come Cabinet des médailles, che a quel tempo era diretto da suo padre. Sarà presso il Cabinet de medailles che si svolgerà l'intera carriera, inclusa la direzione del dipartimento dal 1937 al 1961.
Jean Babelon è l'autore di una vasta opera scientifica, centrata essenzialmente sull'ambito numismatico (Catalogue de monnaies grecques de la collection de Luynes (4 volumes, 1924-1936), Catalogue de la Collection de monnaies et médailles de M. Carlos de Beistegui (1934)) ma non priva di raffinati interessi nel campo dell'arte e della letteratura spagnola, per i quali era stato membro, dal 1910 al 1913, dell'Institut des Hautes Études Hispaniques.
Anche suo figlio, Jean-Pierre Babelon (17 novembre 1931), ha dato seguito alle tradizioni familiari nel campo della storia e dell'archivistica.

## Fonti
- Storia dei direttori del Archiviato il 20 settembre 2009 in Internet Archive. Département des Monnaies et Médailles et antiques sul sito della Biblioteca nazionale di Francia
- Hélène Nicolet-Pierre, "Jean Babelon (1889-1978)" in Revue numismatique, 1978, p. 7-32 (con una bibliografia completa).